# Hodges (Carolina del Sud)
Hodges és una població dels Estats Units a l'estat de Carolina del Sud. Segons el cens del 2000 tenia 158 habitants.

## Demografia
Segons el cens del 2000, Hodges tenia 158 habitants, 56 habitatges i 42 famílies. La densitat de població era de 78,2 habitants/km².
Dels 56 habitatges en un 30,4% hi vivien nens de menys de 18 anys, en un 62,5% hi vivien parelles casades, en un 12,5% dones solteres, i en un 25% no eren unitats familiars. En el 23,2% dels habitatges hi vivien persones soles el 16,1% de les quals corresponia a persones de 65 anys o més que vivien soles. El nombre mitjà de persones vivint en cada habitatge era de 2,82 i el nombre mitjà de persones que vivien en cada família era de 3,4.
Per edats la població es repartia de la següent manera: un 25,9% tenia menys de 18 anys, un 7% entre 18 i 24, un 27,2% entre 25 i 44, un 24,1% de 45 a 60 i un 15,8% 65 anys o més.
L'edat mediana era de 39 anys. Per cada 100 dones de 18 o més anys hi havia 105,3 homes.
La renda mediana per habitatge era de 41.563 $ i la renda mediana per família de 46.875 $. Els homes tenien una renda mediana de 32.083 $ mentre que les dones 33.125 $. La renda per capita de la població era de 14.564 $. Entorn del 18,6% de les famílies i el 15,2% de la població estaven per davall del llindar de pobresa.

## Poblacions més properes
El següent diagrama mostra les poblacions més properes.